# Fort San Sebastian (Ghana)

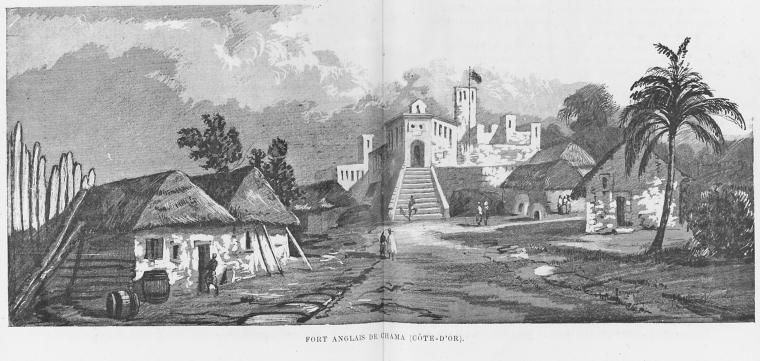
Fort San Sebastian vor 1890

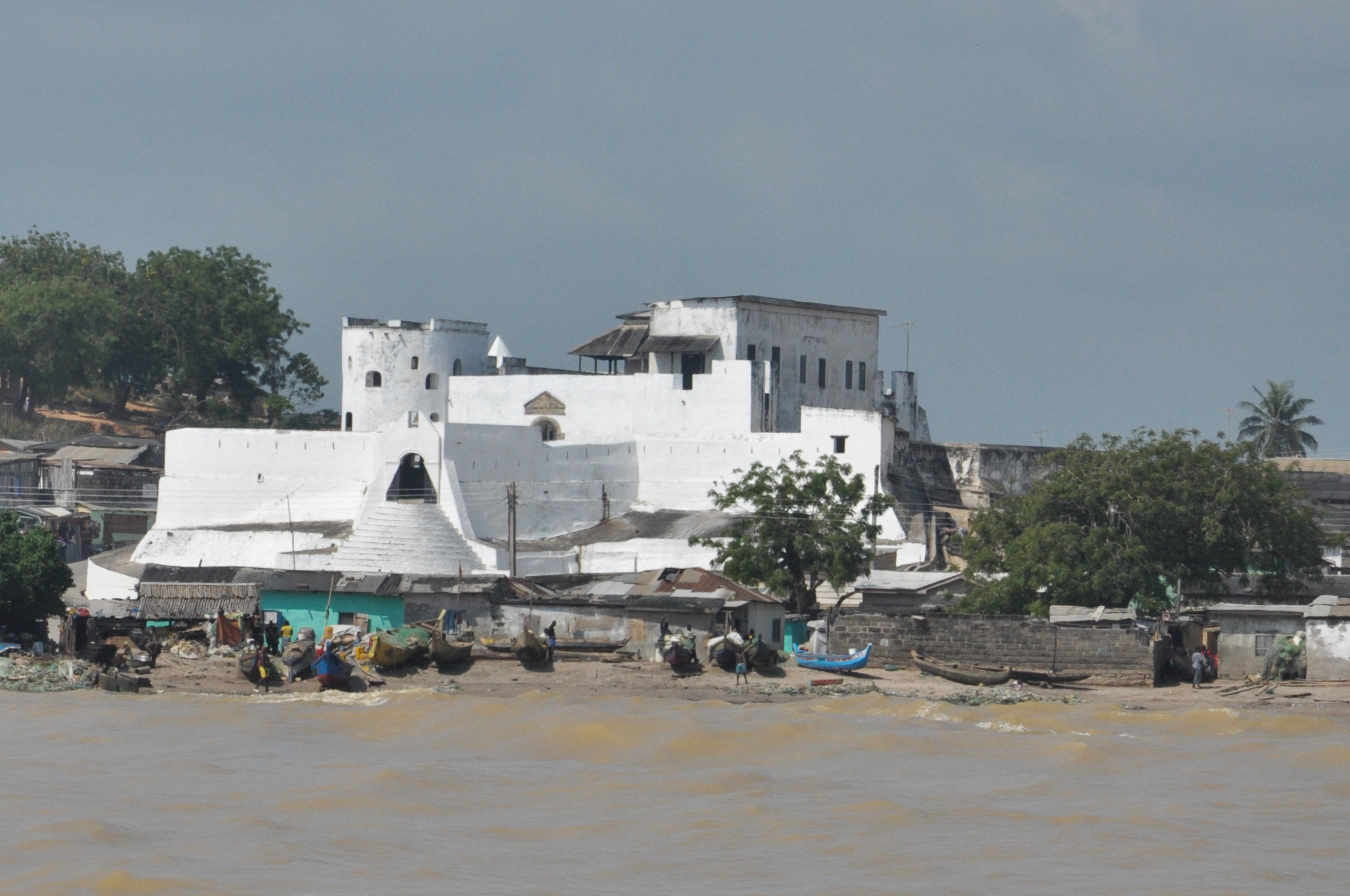
Forte de São Sebastião im Jahr 2011

Das Fort San Sebastian (portugiesisch Forte de São Sebastião) in dem Ort Shama im heutigen Ghana wurde ab 1523 als eine der ersten europäischen Handelsfestungen überhaupt an der sogenannten Goldküste errichtet (siehe Historische Forts von Ghana). Seit 1979 ist das Fort als Teil der dortigen Festungslandschaft UNESCO-Weltkulturerbe.

## Geschichte
Das Fort diente ursprünglich der Absicherung der Portugiesischen Goldküste. Eine erste vorübergehende Festung wurde an dieser Stelle in den Jahren 1520 bis 1526 von den Portugiesen errichtet. Ab 1546 wurde eine erste dauerhafte befestigte Steinpalisade mit Turm errichtet. Der Vorläufer des heutigen Forts wurde in den 1620er Jahren erbaut. Der Bau nahm Elemente der von Portugiesen ab 1541 in Marokko errichteten Festung Mazagão auf. Er ist als kleine Kopie des Castelo de São Jorge in Lissabon bezeichnet worden und auf einer venezianischen Karte von 1564 verzeichnet.
Im Jahr 1638 besetzten Truppen der niederländischen Westindischen Companie das inzwischen aufgegebene portugiesische Fort. Die Niederländer nahmen das weitgehend zur Ruine gewordene Fort in Besitz und ließen es zwischen 1640 und 1643 wieder herrichten und erheblich erweitern. Ab dem 9. Januar 1642 gehörte das Fort durch Abtretung Portugals zu den niederländischen Besitzungen an der Goldküste.
In der Zeit des atlantischen Sklavenhandels im 17. Jahrhundert wurden Menschen vor ihrer Verschiffung nach Nordamerika im Fort gefangengehalten. Neben Sklavenhandel berichten die Aufzeichnungen der Niederländischen Westindien-Kompanie auch von Goldhandel; 1705 wurde jedoch neben den Funktionen als Stützpunkt für Brennholz- und Wasserversorgung keine Handelstätigkeit mehr verzeichnet. 1664 belagerten die Briten vergeblich das Fort (nach anderen Quellen eroberten sie es kurzfristig, verloren es im selben Jahr aber wieder an die Niederländer). In den 1750er Jahren lebte Deutschlands erster schwarzer Professor, Anton Wilhelm Amo, in der Festung; es ist unklar, ob er dort von Niederländern gefangengehalten wurde. Zwischen 1765 und 1783 bestand in der Nähe des Forts eine Baumwollplantage.
1872 wurde die von den Niederländern bereits aufgegebene Festung durch den Sumatra-Vertrag, der den Austausch einiger Kolonialbesitzungen zwischen Großbritannien und den Niederlanden regelte, britisch. 1972 wurde das Fort zum nationalen Monument erklärt und gehört seit 1979 zum UNESCO-Weltkulturerbe Forts and Castles, Volta, Greater Accra, Central and Western Regions. Heute ist das Fort Sitz verschiedener Behörden und eines Postamts und für Besichtigungen zugänglich.

## Bauzustand
Von dem ursprünglichen portugiesischen Fort ist wenig erhalten. Seine heutige Gestalt erhielt es überwiegend durch die Niederländer ab 1664. Der Hügel, auf dem sich die Festung erhebt, besteht aus weichem Lateritgestein, das von den hier starken Niederschlägen leicht ausgewaschen werden kann. In der Folge kam es häufig zu Schäden an dem Mauerwerk. Man versuchte dem mit Stützkonstruktionen am äußeren Mauerwerk entgegenzuwirken. Die auffällige und heute den gesamten Bau charakterisierende breite Treppe, die zum Eingangstor der Festung hinaufführt, soll diese Schäden kaschieren. In den Jahren 1954 bis 1957 wurde die Festung restauriert und ist heute Sitz verschiedener Behörden.

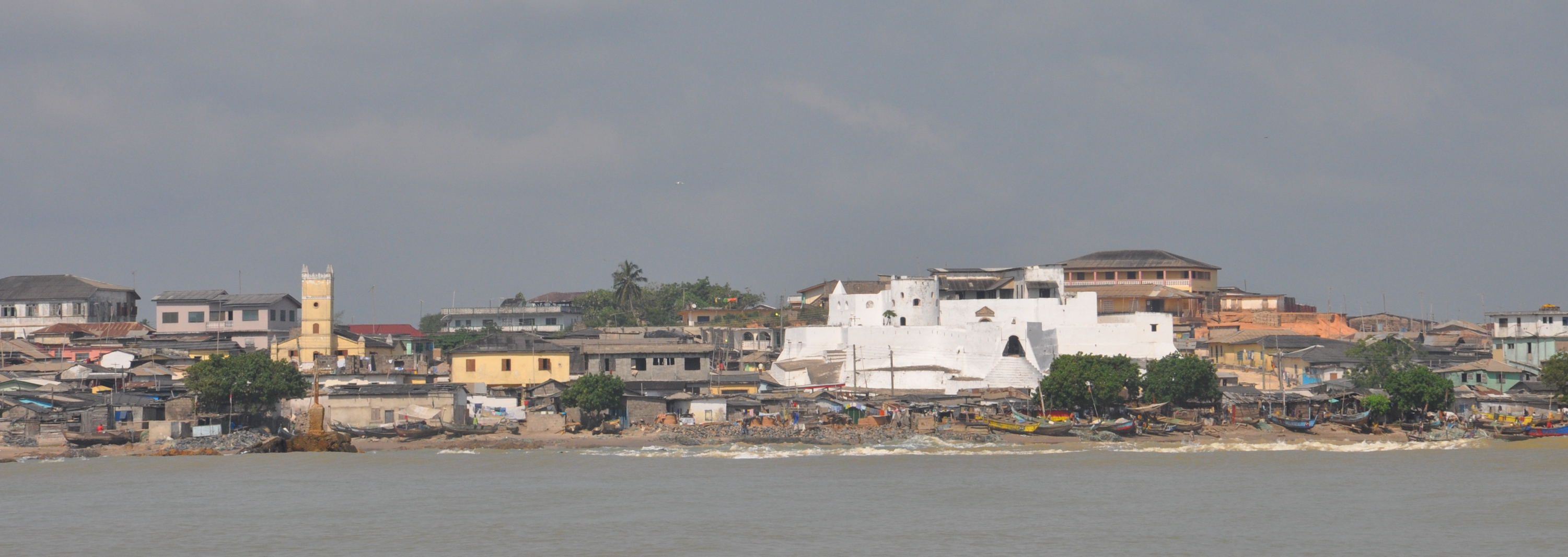
Fort und Ortschaft vom Meer aus
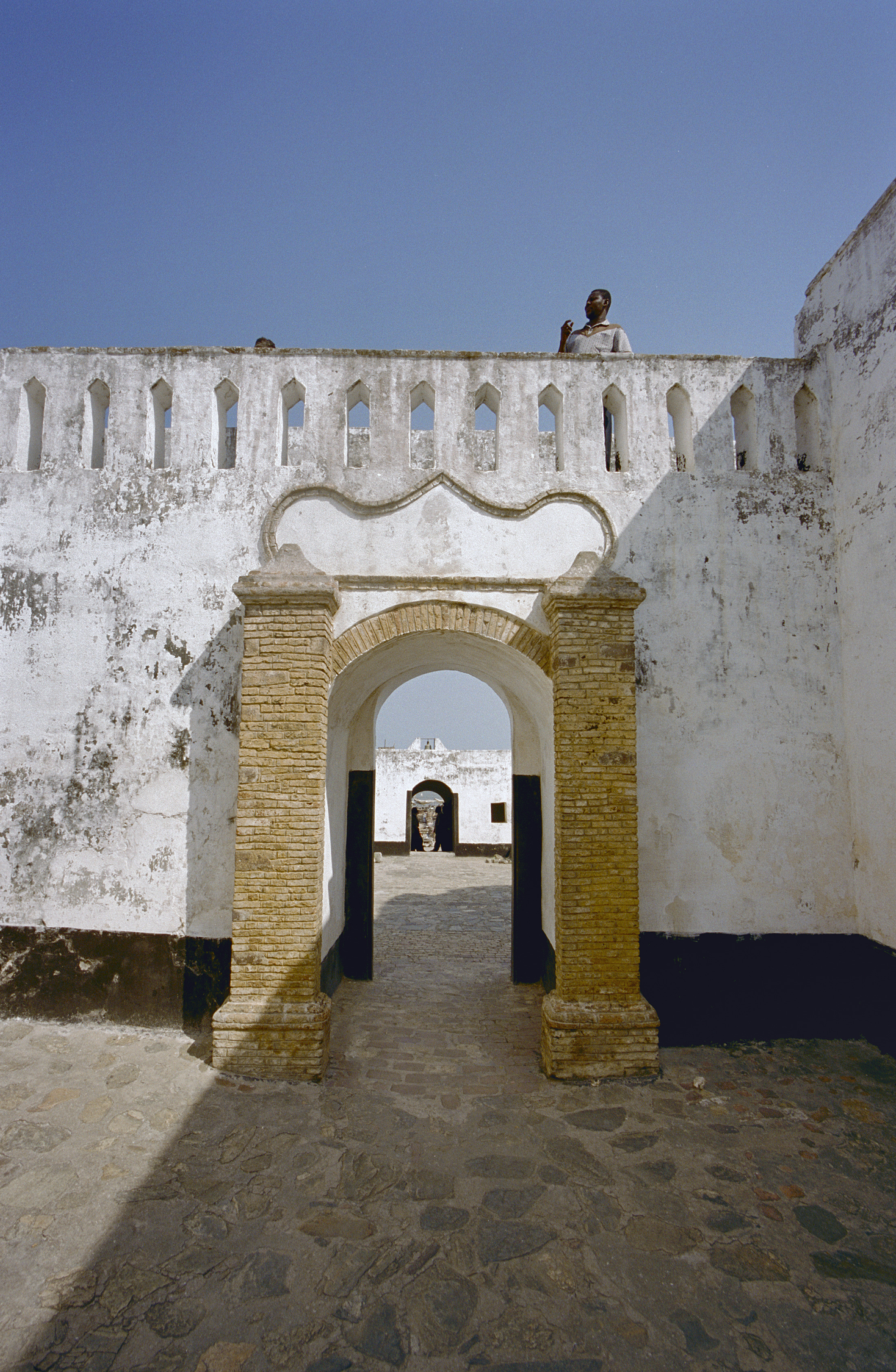
Im Hintergrund der Haupteingang mit Stufen nach Shama
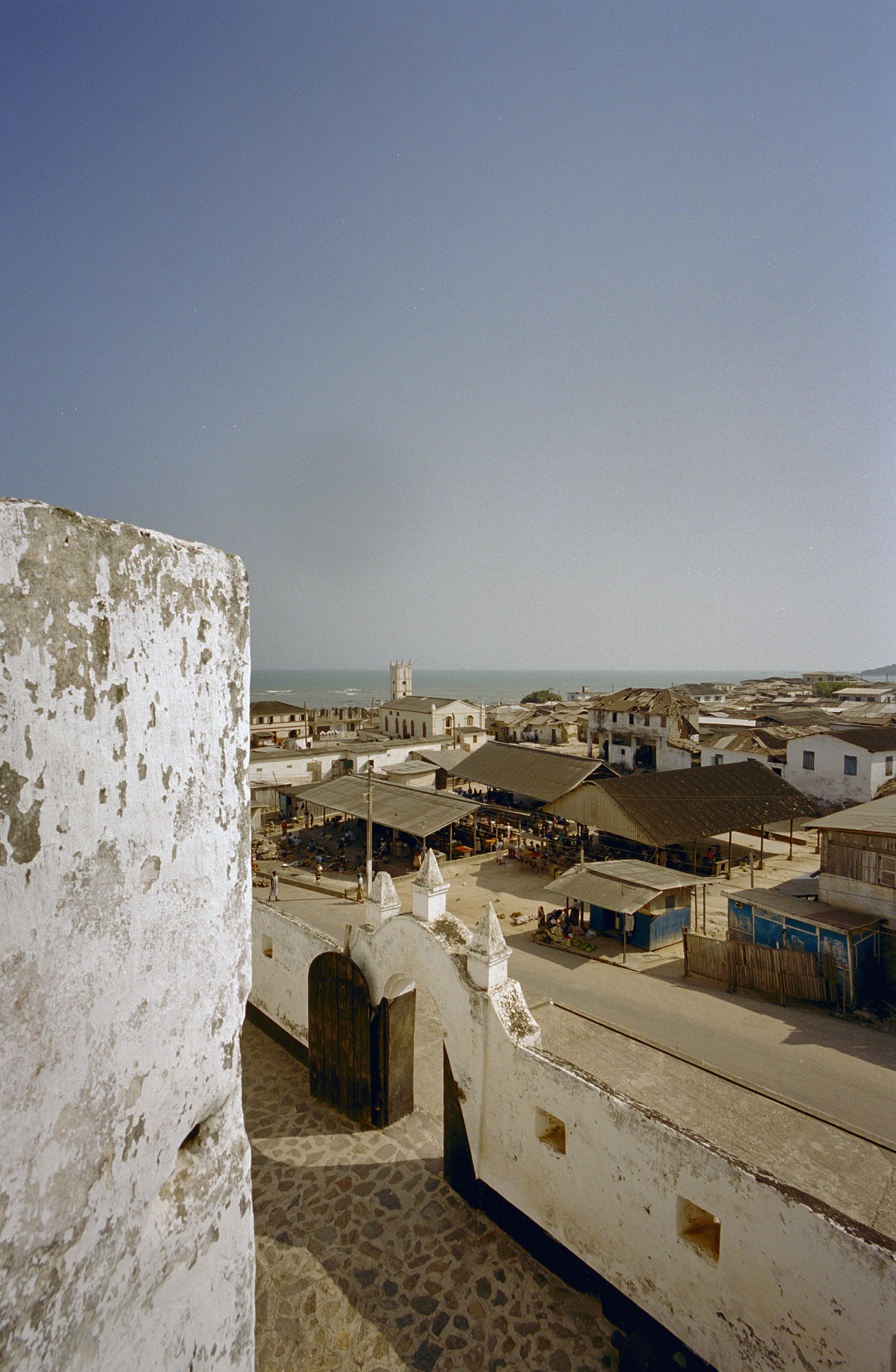
Blick auf Shama vom Fort aus
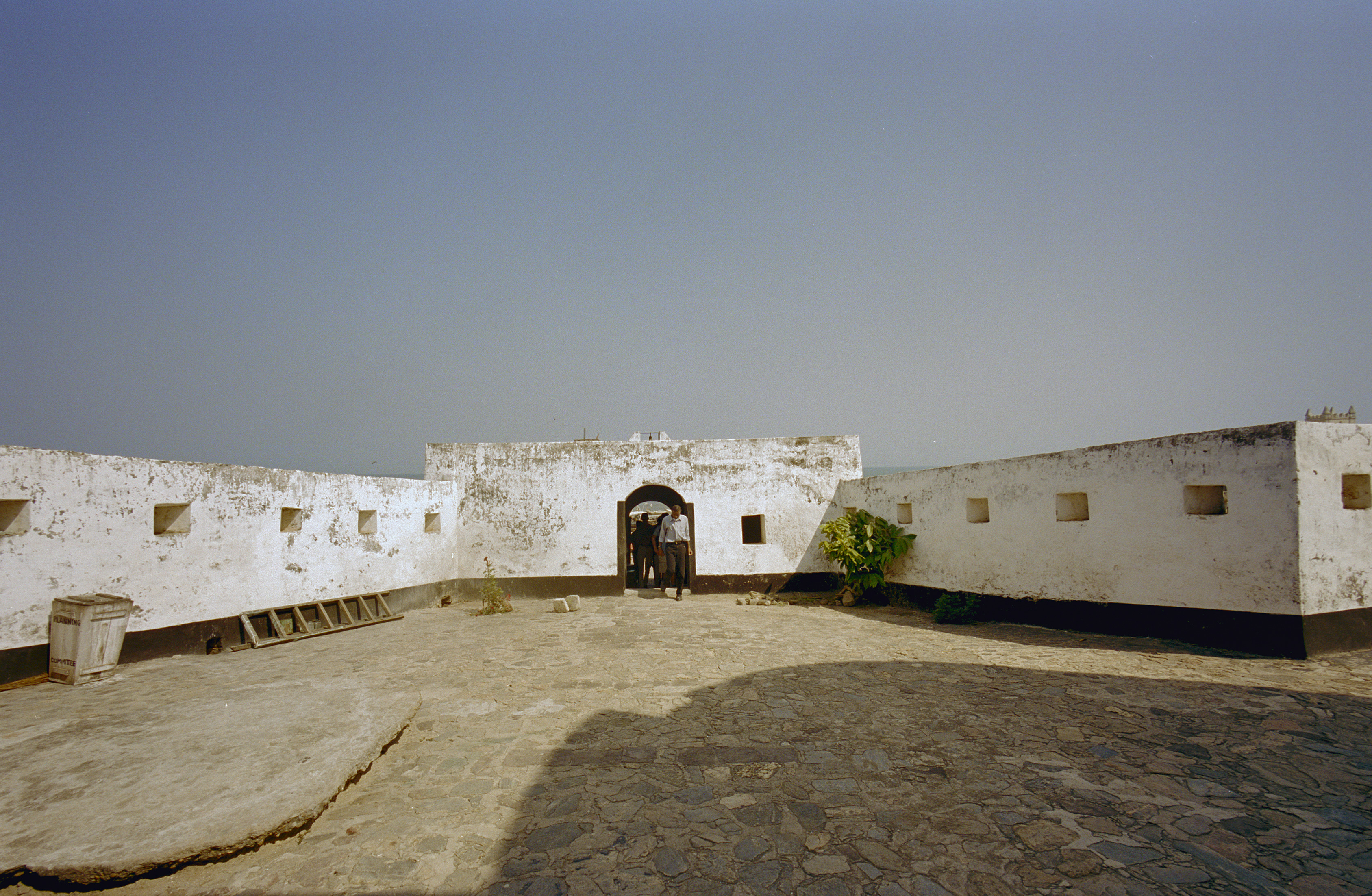
Vorderseite